# Zübeyde Sultan
Zübeyde Sultan (28. března 1728 – 4. června 1756) byla osmanská princezna. Byla dcerou sultána Ahmeda III. a sestrou sultánů Mustafy III. a Abdulhamida I.

## Život
Narodila se 28. března 1728 v Konstantinopoli (dnes Istanbul) sultánově konkubíně Musli Kadin. Její otec byl sesazen z trůnu roku 1730, takže vyrůstala v paláci Eski (starý palác). Zde však rodina žila v obvyklém komfortu. Později se o ni staral Dilsiz Mehmed Aga nedaleko Edirne.
Její synovec, sultán Mahmud I., nechal v roce 1747 vybudovat sídlo u jezera právě pro ni.
V roce 1748 se provdala za Sulejmana Pašu, Beylerbeye (guvernéra) anatolské provincie. Zemřel však za pouhých šest měsíců po svatbě. Za rok se tedy vdala podruhé za Numana Pašu, vůdce říšské armády a guvernéra provincií Thessaloniki a Kavaly. Ten se pak díky sňatku s ní dostal i na vyšší pozice.
Turecký dějepisec Mustafa Çağatay Uluçay popisuje Zübeyde jako princeznu "filantropku, strážkyni chudoby, která četla ve dne v noci".

## Smrt
Stejně jako její sourozenci, zemřela ve velmi nízkém věku, ve 28 letech. Pohřbena je v hrobce sultánek v Istanbulu.